# Тшебешув-Другий
Тшебешув-Другий (пол. Trzebieszów Drugi) — село в Польщі, у гміні Тшебешув Луківського повіту Люблінського воєводства. Населення — 476 осіб (2011).
У 1975-1998 роках село належало до Седлецького воєводства.

## Демографія
Демографічна структура станом на 31 березня 2011 року:
|          | Загалом | Допрацездатний вік | Працездатний вік | Постпрацездатний вік |
| -------- | ------- | ------------------ | ---------------- | -------------------- |
| Чоловіки | 252     | 57                 | 174              | 21                   |
| Жінки    | 224     | 45                 | 126              | 53                   |
| Разом    | 476     | 102                | 300              | 74                   |